# France Bonsant
France Bonsant (née le 18 aout 1952 à Waterville) est une femme politique québécoise.

## Biographie
Elle a été députée à la Chambre des communes du Canada, représentant la circonscription québécoise de Compton—Stanstead sous la bannière du Bloc québécois jusqu'à l'élection du 2 mai 2011. Elle avait été élue en 2004 pour la première fois.
À la suite de la défaite du 2 mai 2011, elle est devenue conseillère en voyage . Elle est toutefois candidate du Bloc québécois à l'élection fédérale canadienne de 2015.